# Camenes

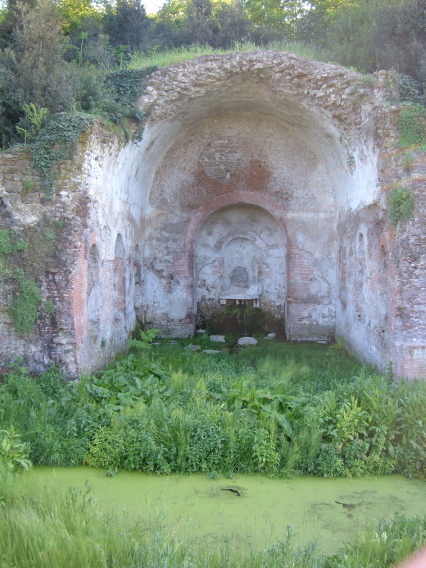
Les camenes habitaven en fonts naturals, com aquesta del parc Caffarelli (Roma) que va ser guarnida amb marbre

En la mitologia romana, les camenes van ser nimfes llatines de les fonts i eren invocades per les dones treballadores. Com que se suposava que l'aigua de les fonts era capaç d'inspirar la poesia, aviat van ser assimilades a les Muses de la mitologia grega.

## Descripció
Hi havia quatre camenes (en llatí: Camenae):
- Carmenta, or Carmentis
- Egèria o Ægeria
- Antevorta o Porrima
- Postverta o Postvorta o Prorsa

En alguns textos es fa servir la paraula carmentae per referir-se només a les dues darreres d'aquesta llista i en un principi devien ser dos aspectes de Carmenta. Aquesta era la principal i pel dia de la seva festa, la Carmentàlia, les verges vestals feien un ritual amb aigua en un lloc proper a la Porta Capena, una porta de la muralla Serviana que comunicava amb el Latium, d'on es creu que procedeix el seu culte.

## Culte
Hi havia un bosc sagrat amb una font natural al mig, habitat per les camenes en una vall que s'estenia cap al nord-est des del sud del turó del Celi i estava travessat pel vicus Camenarum, que duia a la via Àpia. Aquesta vall està actualment travessada per la Via delle Mole i el Ponte Marrana. Segons la tradició el rei Numa Pompili va fer construir a la vora d'aquesta font natural una aedicula de bronze. Aquest santuari va ser tocat per un llamp i el van traslladar al temple d'Honos et Virtus (l'honor i la Virtut). Més endavant el cònsol Marc Fulvi Nobílior el va fer traslladar al temple d'Hèrcules i allà era anomenat aedes Herculis et Musarum. El voltant de la deu es va decorar amb marbre en temps del poeta Juvenal (iii. 10). Alguns autors parlen de les seves aigües com excel·lents.
Les camenes habitaven les fonts però no tenien poders sobre les aigües com Juturna o Portumnus.
Segons Agustí d'Hipona, les mares invocaven les camenes per ensenyar els nens a cantar.